# Epístola
Epístola (del griego: ἐπιστολή, epistolē) es un sinónimo de carta, un texto cuya función principal es la comunicación entre el remitente o emisor (el escritor que la redacta y envía) y el destinatario o receptor. El uso del término suele implicar un registro culto o un contexto literario (el género epistolar).
En la actualidad es un término arcaico, por lo general restringido en su uso a las cartas didácticas sobre ética o religión; y particularmente para referirse a las obras del Nuevo Testamento que reciben el nombre de "epístolas", y donde se recogen las escritas por algunos apóstoles destinadas a las comunidades cristianas primitivas. Las tradicionalmente atribuidas a Pablo de Tarso se conocen como "epístolas paulinas" y el resto con el nombre genérico de "epístolas católicas" (es decir, "universales" o "generales").

## Historia
El género epistolar fue común en el Antiguo Egipto como parte del trabajo de los escribas, y están recogidas bajo el nombre de Sebayt (instrucciones), estando datadas las más antiguas en el siglo XXV a. C. 
Los griegos cultivaron el género y dejaron un amplio corpus epistolar, que presenta notables problemas críticos. Por ejemplo, muchas de las Cartas del filósofo Platón son de atribución insegura; lo mismo ocurre con bastantes de los autores reunidos en los Epistolographi Graeci (París, 1874) de Rudolf Hercher. Son interesantes las de Filóstrato, Epicuro, Juliano; es una falsificación bastante antigua la correspondencia mantenida entre San Pablo y Séneca; otro fraude largo tiempo mantenido es el de las Cartas del tirano Fálaris, que fue completamente desmontado por el filólogo inglés del siglo XVIII Richard Bentley. Los Santos Padres de habla griega nos dejaron también un epistolario muy abundante, por ejemplo San Basilio, San Juan Crisóstomo, San Gregorio Nacianceno, San Gregorio de Nisa. También griego es el tratado de Demetrio Sobre el estilo, fechable entre el siglo I a. C. y el I d. C., donde se define el género en los párrafos 223-235. No hay manuales de teoría epistolar más antiguos. Allí formula ya los elementos del género:
próxima al diálogo, pero más elaborada.
- Estilo simple
- Claridad y brevedad
- Estructura flexible
- Contrapuesto al género del discurso
- Temas propios
- Uso de máximas y de expresiones de amistad
- Adecuación al destinatario

Ningún romano, pese al cultivo asiduo del género en el Imperio, se detiene sino ocasionalmente en precisar más el género hasta el siglo IV, en que le dedica una breve preceptiva la Rhetorica de Julio Victor, que distingue cartas negotiales y familiares, y la obra anónima Excerpta Rhetorica, de entre los siglos III y IV, que distingue entre cartas públicas y privadas, religiosas o no, personales o ajenas, grandes o moderadas. La caída del Imperio Romano de Occidente y la llegada de la Edad Media fragmenta la retórica para adaptarla a nuevas necesidades desarrollando preceptivas específicas para la carta (ars dictaminis), la composición poética (ars poetria) y la predicación (ars praedicandi). El ars dictaminis aparece en Montecasino y se extiende rápidamente por Europa a través de las escuelas de Bolonia y de Orleáns. Su preceptiva tiene como rasgo característico la adecuación absoluta al destinatario, con largas listas de fórmulas específicas para cada estamento social y la configuración del formato aprobado de las partes de la carta, modelado sobre la preceptiva del discurso de la Rhetorica ad Herennium y el De inventione de Cicerón, y la utilización de las figuras del libro IV del primero. Más tarde, la aparición de la burguesía en las ciudades obligó a adaptar de nuevo el género, como se aprecia en la obra de Giovanni de Bonandrea, precursor de los cambios que realizarán los humanistas. Ya en el siglo XV, se muestran los diferentes intentos de recuperar la preceptiva epistolar clásica y, al mismo tiempo, de dar respuesta a las necesidades de la nueva sociedad: Niccolò Perotti, que dedica su De conscribendis epistolis a la carta familiar, de acuerdo con la concepción ciceroniana; Giovanni Sulpizio da Veroli, que inserta su teoría en una preceptiva retórica del discurso; el intento fallido de Juan Luis Vives; y, por último, la configuración definitiva de la teoría epistolar humanística realizada por Erasmo de Róterdam que abarca tanto la carta familiar como la oficial y ofrece fórmulas y consejos para la redacción de la epístola.
En suma, la conocida definición de Cicerón conloquia amicorum absentium, «conversación de amigos ausentes», obliga al escritor de epístolas a llenar un vacío de la amistad: pide respuesta, se queja por la falta de las noticias del otro, y se pide concreción, contenido, aunque Cicerón admite que la carta puede no tener ninguno, que se escriba lo primero que se ocurra aunque no se tenga nada que contar, cuando se trata de cartas familiares o entre amigos. La carta debe ser capaz de reflejar, para el destinatario, la personalidad del ausente, de modo que, a través de ella, se produce el conocimiento del «ethos» del autor. Además en la carta se vierte la absoluta franqueza, como afirma Cicerón: epistula non erubescit, «la carta no siente vergüenza» Por ello son privadas: no deben mostrarse, copiarse ni divulgarse sin permiso. La lengua en que se escriben debe adecuarse a los temas, pero en los generales debe ser el sermo cotidianus: lo recomiendan Cicerón, Séneca y Plinio:
«Te quejas de que te envíe cartas poco cuidadas. ¿Quién habla con refinamiento, sino el que quiere hablar con afectación? Como sería mi conversación si juntos estuviéramos sentados o paseáramos, sencilla y ligera, iguales quiero que sean mis cartas, que no tienen nada rebuscado o falso... Que éste sea nuestro propósito: que hablemos lo que sintamos, que sintamos lo que hablemos; que nuestra forma de hablar esté en consonancia con nuestra vida. Ha cumplido su promesa el que, cuando lo ves y cuando lo escuchas, es el mismo» (Séneca, Epístolas a Lucilio, 75. 1-4)
Por eso son frecuentes las irrupciones de frases o palabras en griego, las frases hechas, las máximas de carácter general, las expresiones coloquiales, los diminutivos, las expresiones parentéticas o aclaratorias, las elisiones y los anacolutos. Se usa también el diálogo fingido o dialogismo. La brevedad, la claridad, el uso del imperfecto epistolar...
Nos han llegado de la antigüedad romana las Epístolas familiares en prosa de Cicerón y los dos libros de Epístolas en verso del romano Horacio, del siglo I  a. C. Una de ellas, la Epistula ad Pisones, recibe el nombre de Arte poética, y ha sido durante siglos considerada como la normativa de principios literarios; el poeta latino Ovidio compuso asimismo numerosas cartas en verso: las Heroidas, cartas ficticias de famosas heroínas, y las reales que forman las colecciones o epistolarios en verso en que protesta por su exilio, llamadas Tristia y Ponticas. De época neroniana son las Cartas a Lucilio del hispanolatino Séneca, de carácter filosófico y moral; de entre los siglos I y II d. de Cristo es el Epistolario en prosa de Plinio el Joven: nueve libros con un total de 248 epístolas enviadas a 105 destinatarios, algunos de ellos célebres, como el historiador Tácito o el emperador Trajano; muchas son famosas por el tema que tratan, como la erupción del Vesubio en que pereció su tío Plinio el Viejo o aquella en que pregunta al emperador Trajano sobre el trato que hay que dar a los cristianos. De esa época son también las Epístolas de Marco Cornelio Frontón. Del siglo IV son dos libros de epístolas en verso de Ausonio.

## Epístolas bíblicas
Las Epístolas bíblicas son la parte del Nuevo Testamento que consiste en cartas enviadas a las primeras comunidades cristianas por los apóstoles Santiago, Judas, Pedro y Juan, y también por San Pablo (las Epístolas paulinas).
En la liturgia de la misa, "la Epístola" o lectura de la Epístola es una de sus partes, en la que se procede a la lectura de un fragmento de alguna de las Epístolas bíblicas. El libro litúrgico que recoge estas lecturas se denomina "epistolario". En la disposición física de las partes de la iglesia, "la Epístola" o el "lado de la Epístola" es el lado derecho (desde el punto de vista de los fieles), por oposición al "lado del Evangelio".

## Epístolas literarias en prosa y verso
En el humanismo renacentista, la epístola se transformó en un género literario ensayístico, dignificado por un estilo exigente y formal, muy a menudo provisto de intención didáctica o moral. Petrarca, aislado en los siglos oscuros, escribió cartas a escritores paganos y cristianos de la Antigüedad para sentirse menos solo (a Cicerón y a San Agustín); ya en el siglo XVI, Erasmo compuso cientos de epístolas, y los humanistas españoles (Hernando del Pulgar, con sus Letras, o fray Antonio de Guevara, con sus amenas Epístolas familiares) contribuyeron también al género. Cuando se escogía la forma poética, se hacía casi siempre en tercetos encadenados (con destinatario real, como la Epístola a Mendoza de Juan Boscán y la Epístola a Arias Montano del capitán Francisco de Aldana, o con destinatario ficticio y simbólico, como la Epístola moral a Fabio de Andrés Fernández de Andrada, por citar solo dos ejemplos clásicos). Más raramente se usaba el verso blanco (Epístola a Boscán de Garcilaso de la Vega). Así, durante el siglo XVI se prodigaron las epístolas en prosa y en verso por el afán comunicativo y abierto que tenían ambos géneros y su afinidad con los ideales antropocéntricos de la sociabilidad y la estética renacentista. La subjetividad del antropocentrismo no siempre tenía por qué tener un destinatario, pues podía ser ficticio como pretexto para el desahogo personal. Otras veces, en prosa, la epístola revestía un mero carácter informativo, como las Cartas de relación de Hernán Cortés, que narraban los progresos de la conquista de México y como tales constituyen hoy en día un documento histórico. De ámbito privado y no destinadas a publicarse son las Cartas de Santa Teresa de Jesús, a las que el estilo oral y desenvuelto de su autora dan una gracia especial.
Ya en el siglo XVII aumentan las de carácter satírico, como las Epístolas del caballero de la Tenaza de Francisco de Quevedo, sobre la tacañería de un señor respecto a su amante, o la Epístola satírica y censoria al Conde-duque de Olivares, también de Quevedo, donde se pide una reforma política y moral de la sociedad, ya no en prosa, sino en tercetos. Apócrifas o falsas son las contenidas en el llamado Centón epistolario del bachiller Fernán Gómez de Cibdad Real, atribuidas a un médico del siglo XV, pero compuestas en el siglo XVII. Forma ensayística y erudita tomaron también en ese siglo las Cartas filológicas de Francisco Cascales o las de sor Juana Inés de la Cruz.
En el siglo XVIII, sobre el modelo preensayístico de Cascales, escribió el novator fray Benito Jerónimo Feijoo sus Cartas eruditas y curiosas (1742-1760, 5 vols.) pequeños ensayos menos extensos que los que él había publicado anteriormente como discursos (de "discurrir") en su Teatro crítico universal, con la intención de desterrar el oscurantismo y los que él llamaba "errores comunes", recordando los Errores celebrados de Juan de Zabaleta. Escribió entonces también un notable epistolario el jesuita expulso Juan Andrés.
Se establecieron ya varios géneros concretos a partir de una edición bilingüe dieciochesca de las Epístolas familiares de Cicerón. Se dividen con un criterio temático-retórico en narratorias o narrativas, "cuyo fin es dar noticia a un ausente"; comendaticias, comendatorias o "cartas de favor", para encomendar cosas ajenas; petitorias para encomendar cosas propias; expostulatorias las que exponen quejas; gratulatoria o de acción de gracias las que reflejan "alegría por prósperos sucesos"; exhortatorias, consolatorias las que confortan por alguna desgracia; jocosas las que tratan de burlas y donaires; excusatorias y de diversos asuntos. También las había nuncupatorias, esto es, dedicatorias de alguna obra, de forma que servían en cierta manera de prólogo a ellas; esa forma tenía, por ejemplo, en el siglo XV, la Carta proemio al condestable don Pedro de Portugal del marqués de Santillana, que es en realidad una historia de la poesía de su tiempo y antecedía a un manuscrito de sus obras enviado a dicho personaje. María Romero Masegosa y Cancelada tradujo al parecer la novela epistolar de Françoise de Graffigny Lettres d une peruvienne (1747) y la publicó en Valladolid en 1792 con notas, supresiones, y alguna carta añadida más. Y es que en el siglo XVIII la novela epistolar fue un género muy cultivado desde que la puso de moda Samuel Richardson con sus Pamela (1740) y Clarissa (1748); bastará recordar que Montesquieu lo había utilizado como recurso literario para la crítica sociopolítica en sus Cartas persas (1721), que José de Cadalso imitó en sus Cartas marruecas (1789) divulgando los ideales de la Ilustración, y que Choderlos de Laclos usó también el género para condenar el libertinismo en su Las amistades peligrosas (1782); Voltaire fue un infatigable escritor de misivas, que terminaba siempre con la misma frase: Ecrasez l'infame!. Entre las de otros ilustrados españoles destacan las humorísticas (y un poco escabrosas y escatológicas) Cartas de Juan del Encina (1804) de José Francisco de Isla y el Epistolario de Leandro Fernández de Moratín; pero otras veces las cartas presentaban grandes proyectos de reforma política y económica, como las Cartas económico-políticas (1786-1790) de León de Arroyal o las Cartas sobre los obstáculos que la Naturaleza, la opinión y las leyes imponen a la felicidad pública (1792) y la Carta al Príncipe de la Paz (1795) de Francisco Cabarrús.
El siglo XIX español se abre con las Seis cartas a Irénico en que se dan claras y distintas ideas de los derechos del hombre (Barcelona, 1817) que Félix Amat escribió con pseudónimo; contenido social y político tienen las Cartas de España de José María Blanco White, publicadas en su exilio inglés, así como las Cartas de los lamentos políticos de un pobrecito holgazán (1820) de Sebastián de Miñano y, en sentido reaccionario, las Cartas críticas (1824-1825, 5 vols.) del Filósofo Rancio. Hay que mencionar también las Cartas a Elpidio sobre la impiedad, la superstición y el fanatismo en sus relaciones con la sociedad (1836) del cubano Félix Varela. y  destacan como un modelo de prosa las Cartas desde mi celda (1864) y las Cartas literarias a una mujer (1860-1861) de Gustavo Adolfo Bécquer. Ya en el realismo, además de Galdós y, sobre todo, Juan Valera, hay que reseñar la colección de Modelos para cartas (1899) de Rafael Díez de la Cortina. Ya en el siglo XX los ejemplos son numerosos; por su carácter oportunista y la polémica que despertó cabe recordar la Carta al General Franco de Fernando Arrabal escrita en 1971 a salvo en su exilio francés.

## Estructura epistolar
Una estructura habitual de las epístolas incluye las siguientes partes:
- Introducción
- Primera parte, de carácter teórico-doctrinal
- Segunda parte, exhortación moral
- Conclusión

## Novela epistolar
También puede utilizarse la epístola como mecanismo narrativo o recurso literario que permite escribir novelas en forma de cartas o epístolas, ejemplo de las novelas epistolares son el Proceso de cartas de amores de Juan de Segura, Pamela, o La virtud recompensada de Samuel Richardson, Las amistades peligrosas de Pierre Choderlos de Laclos o la primera parte de Pepita Jiménez de Juan Valera, así como la novela Pobres gentes y el relato Novela en nueve cartas, ambas del escritor ruso Fiódor Dostoyevski.

## Correspondencias y epistolarios

### Correspondencia literaria
La correspondencia literaria es el intercambio epistolar entre escritores, especialmente notable en algunos casos (Max Aub).

### Correspondencia científica
La correspondencia científica, que se remonta a la ciencia griega (cartas de Arquímedes), fue trascendental para la fijación del concepto de publicación científica a partir del siglo XVII.

### Epistolarios
Las cartas o epístolas que constituyen una correspondencia pueden reunirse en colecciones llamadas epistolarios; estos pueden ser de distintos tipos, según agrupen las cartas por autores, corresponsales, temas o fechas; los epistolarios más completos recogen también las epístolas que escriben los corresponsales, que a menudo son excluidos (bien porque no tienen tanta importancia, fama o calidad literaria como el autor a quien están consagradas estas colecciones, o bien porque no se ha conservado -es muy difícil que se haya conservado este tipo de literatura efímera-).